# لويك لوكليرك
لويك لوكليرك (بالفرنسية: Loïc Leclercq)‏ هو لاعب كرة قدم فرنسي في مركز الدفاع، ولد في 23 أكتوبر 1988 في آرمنتيير في فرنسا. لعب مع نادي تورناي.

## وصلات خارجية
- لويك لوكليرك على موقع قاعدة بيانات كرة القدم.إي يو (الإنجليزية)
- لويك لوكليرك على موقع Soccerway.com (الإنجليزية)